# 2922 Dikanjka
2922 Dikanjka је астероид главног астероидног појаса са средњом удаљеношћу од Сунца која износи 2,372 астрономских јединица (АЈ).
Апсолутна магнитуда астероида је 13,7.